# Mandas
Mandas ist eine italienische Gemeinde mit 1968 Einwohnern (Stand 31. Dezember 2023) in der Metropolitanstadt Cagliari und ein Verkehrszentrum Zentralsardiniens.
Die Gemeinde liegt ca. 60 km nördlich von Cagliari und umfasst ein Gebiet von 45 km². Nachbargemeinden sind Escolca, Gergei, Gesico, Nurri, Serri, Siurgus Donigala und Suelli.
Der Ort dient als Ausgangspunkt für Ausflüge zur Nuraghe Arrubia sowie zum See Lago di Flumendosa. Sehenswert ist die Ortskirche San Giacomo mit den kostbaren Statuen von San Giacchino und Sant’ Anna.
In Mandas zweigt die Bahnstrecke Mandas–Arbatax von der Strecke nach Isili ab und hier beginnen die Touristenzüge nach Sorgorno. Auch einige Buslinien treffen sich hier.

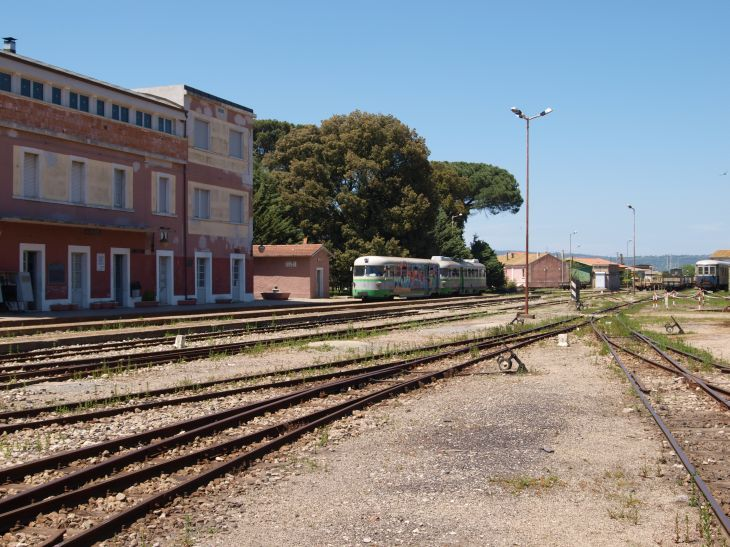
Bahnhof Mandas 2009